# Kalafo
Kalafo (auch Qallaafo, Kallafo, K'elafo und weitere Schreibweisen) ist eine Kleinstadt in der Somali-Region Äthiopiens mit 14.242 Einwohnern im Jahr 2005. Sie liegt am Fluss Shabelle und ist Hauptort der Woreda Kalafo in der Gode-Zone.
Kalafo ist immer wieder von Überschwemmungen des Shabelle betroffen. Historisch war es, wie die gesamte Region, mit dem heutigen Somalia verbunden. Etwa von 1550 bis 1650 war Kalafo Hauptstadt eines Staates des somalischen Ajuran-Clans, der von der Küste bei Mogadischu über das untere Shabeelle-Tal bis zu seinem Handelszentrum Hobyo reichte, ehe er infolge portugiesischer Raubzüge, innenpolitischer Schwierigkeiten und dem Vordringen von Nomaden aus dem Norden einen Niedergang erlebte.
1997 waren von 9.551 Einwohnern 96,85 % Somali. Die Somali in Kalafo sind vor allem von den Clans der Ogadeni-Darod und der Hawiya sowie von der ethnischen Minderheit der Rer Bare.